# Ujung Padang (Bakongan)
Ujung Padang is een bestuurslaag in het regentschap Aceh Selatan van de provincie Atjeh, Indonesië. Ujung Padang telt 508 inwoners (volkstelling 2010).